# Parafia Chrystusa Miłosiernego w Urszulinie
Parafia Chrystusa Miłosiernego w Urszulinie – parafia rzymskokatolicka w Urszulinie.
Parafia erygowana w 1990. Obecny kościół parafialny murowany, wybudowany w latach 1985-1987.
Do parafii należą wierni z miejscowości: Andrzejów, Dębowiec, Garbatówkę, Grabniak, Kozubatę, Sumin, Urszulin, Wiązowiec oraz Zabrodzie.